# كسر المسيرات
كسر المسيرة  هو كسر يحدث في الثلث البعيد من إحدى عظام مشط القدم نتيجة للإجهاد المتكرر، وأكثر الحالات انتشارا هي بين الجنود، لكن يحدث أيضا للأشخاص الذين يقومون برياضة المشي لمسافات طويلة، وعازفي الأرغن والأشخاص الذين تتطلب وظيفتهم الوقوف لفترات طويلة(مثل الأطباء). وتحدث أكثر حالات كسور المسيرة في عظام مشط القدم الثاني والثالث.  ويعد كسر المسيرة سببًا شائعًا لألم القدم، خاصةً عندما يقوم الأشخاص بزيادة نشاطاتهم فجأة. 

## العلامات والاعراض
عندما يخلع المصاب بكسر المسيرة حذائه، يشعر بألم في مقدمة القدم المصابة يشبه التقلصات أو التشنجات، ويظهر انتفاخ موضعي متوسط الحجم (تورم مائي) في اعلى القدم (ظهر القدم). عند تحريك اصابع القدم المصابة، يتسبب مشط القدم في حدوث ألم في القدم، وعند لمس العظام في اعلى القدم (ظهرالقدم) يحدث ألم مباشرة فوق موقع الضرر . التصوير بالأشعة في هذه المرحلة يكون سلبيًا، لكن يتم تشخيص الحالة بشكل صحيح من قبل أطباء الجراحة العسكريين دون الحاجة إلى استخدام الأشعة السينية ،لكن في الحياة المدنية نادرًا ما يتم تشخيص المرض بشكل صحيح لمدة أسبوع إلى أسبوعين، بسبب نقص تثبيت الكسر، يحدث ترسب مفرط للمادة الي تعمل على التئام العظام (والتي يمكن الإحساس بها إذا تم لمس القدم) حول الكسر.

## التشخيص
عند تشخيص الكسر، نادرًا ما يكون فحص الأشعة السينية مفيدًا، ولكن من الممكن أن تساعد فحوصات الأشعة المقطعية والتصوير بالرنين المغناطيسي في التشخيص. إذا تم عمل فحص مسح العظام (التصوير الومضاني للعظام) بوقت مبكر يكون إيجابي، ويفيد عمل فحص قياس امتصاص الأشعة السينية ثنائي الطاقة لاستبعاد تشخيص هشاشة العظام. 

### تشخيصات مختلفة
- كسر مشط القدم الحاد
- إِبهام القدم الصّمل
- كسر جونز
- كسر العظم السِمسماني الحاد
- كسر إجهاد العظم السِمسماني
- كسر قلعي في مشط القدم الخامس القريب [7]

## العلاج
العلاج الأول هو تقليل الحركة لمدة 6 إلى 12 أسبوعًا، ولذلك يجب على المصابين استعمال أحذية خشبية أو قوالب الجبس . وفي حالات نادرة يحدث كسر مع تجويف بالقدم، وفي هذه الحالات قد تكون عملية تحرير اللفافة الأخمضية مناسبة كعلاج. 

## الحوادث التي تؤدي للكسر
يمكن حدوث كسورالإجهاد في العديد من المواقع في الجسم، وكسر المسيرات يصنف على أنه كسرإجهاد يحدث في عظام مشط القدم بالتحديد، وسمي كسر المسيرات بهذا الاسم لأنه يصيب الجنودأحيانًا خلال فترات المسيرة المستمرة الطويلة. بالرغم من كون كسور المسيرات تحدث في عظام مشط القدم الخامس، من المرجح أن تكون الكسور في هذا العظم كسورًا ناتجة عن صدمات على أن تكون شللًا ، ويسمى هذا الكسر كسر جونز. عند العدائين، غالبًا ما يحدث كسر المسيرة في منطقة رقبة مشط القدم ، وعند الراقصين يحدث الكسر في عظم العمود القريب، وعند راقصات البالية، يحدث الكسر غالبًا في قاعدة مشط القدم الثاني وفي مفصل ليسفرانك. يحدث هذا الكسر بالغالب نتيجة الإجهاد الكبير ورفع الأوزان الثقيلة، وحدوث الكسر نتيجة لصدمة مباشرة على القدم نادرٌ جدًا . دائما يجب مراعاة هشاشة وتلين العظام . وتعد القدم الخمصاء عامل خطر لكسر المسيرة .